# 三角貿易
三角貿易（さんかくぼうえき、英: triangular trade）とは、3つの国や地域が関係している貿易構造のこと。主に17世紀から18世紀に展開されたイギリスなどによる大西洋での貿易を指す。

## 概要
2国間の国際貿易において、貿易収支が長期間不均衡のままであると、赤字の国から国際通貨（近世・近代では銀）が流出し続け、最終的には決済手段がなくなってしまう。銀本位制の場合、黒字国は余剰となり国内価値が低下（インフレ）した通貨で、相対的に割安となった外国商品の輸入を増やし、赤字国は通貨不足によるデフレで国内価格の下落した商品を輸出に向けることにより、貿易収支は均衡に向かおうとする。この新たな輸出入の相手は第三国でもよい（多国間貿易）。
特に、大航海時代以降にイギリスが主体となった3国間（3地域間）貿易を「三角貿易」という。当時の西アフリカでは、戦争捕虜を奴隷として輸出していたが、その奴隷が三角貿易の主要な商品であったことが、現代ではポストコロニアリズムの観点から批判されている。

## ポルトガル・清国・日本の貿易
国際貿易は古くは、紀元前2世紀に始まる古代ローマ（共和政ローマ、ローマ帝国）の金と中国の絹の交換から始まり、18世紀のあいだシルクロードが利用されていたが、15世紀以降のポルトガルやスペインによる大航海時代を経て、16世紀には海上貿易が中心となった。
中国では明代に銀の需要が増大していたが、倭寇の問題があり日本とは直接的な貿易を増やせなかった。1543年、海商で倭寇の頭目でもある平戸の王直の船が種子島に漂着し、乗船していたポルトガル商人が火縄銃と引き換えに日本銀を得る術を得たが（南蛮貿易）、ポルトガル商人は同時に明朝との交易のために、日本銀を明の生糸と交換した。ポルトガル人はこの利権を維持するため、1557年に明のマカオに拠点を設立しており、明皇帝が倭寇撃退のために公布していた渡航禁止令の対象からも除外されていた。のちにポルトガル商人は幕府の認可を得て、長崎の出島を拠点として日本と貿易をした。日本銀は16世紀中期以降、石見銀山や但馬銀山などでの生産が急増し、16世紀後半には1200〜1300トン、17世紀前半には2400トンの銀が中国に流れた。
- 火縄銃（ポルトガル） → 銀（日本）
- 銀（ポルトガル）→ 生糸（明）
- 生糸（ポルトガル）→ 欧州

オランダの宗教改革と欧州の八十年戦争のあいだに日本でもカトリックが幕府に弾圧されたことから、南蛮貿易は、平戸オランダ商館や台湾の安平古堡を拠点としていたプロテスタント勢のオランダ東インド会社によって行われるようになり、江戸幕府は平戸オランダ商館をカトリックがいなくなったあとの出島に移転させた。江戸時代の日本には蘭学が広まることになったが、フリントロック式（燧石銃）や戦列艦は、幕末まで輸入されないままであった。

## 大西洋三角貿易

### 欧州、西アフリカ、西インド・北米の三角貿易（奴隷貿易）
砂糖・銃・奴隷の三角貿易

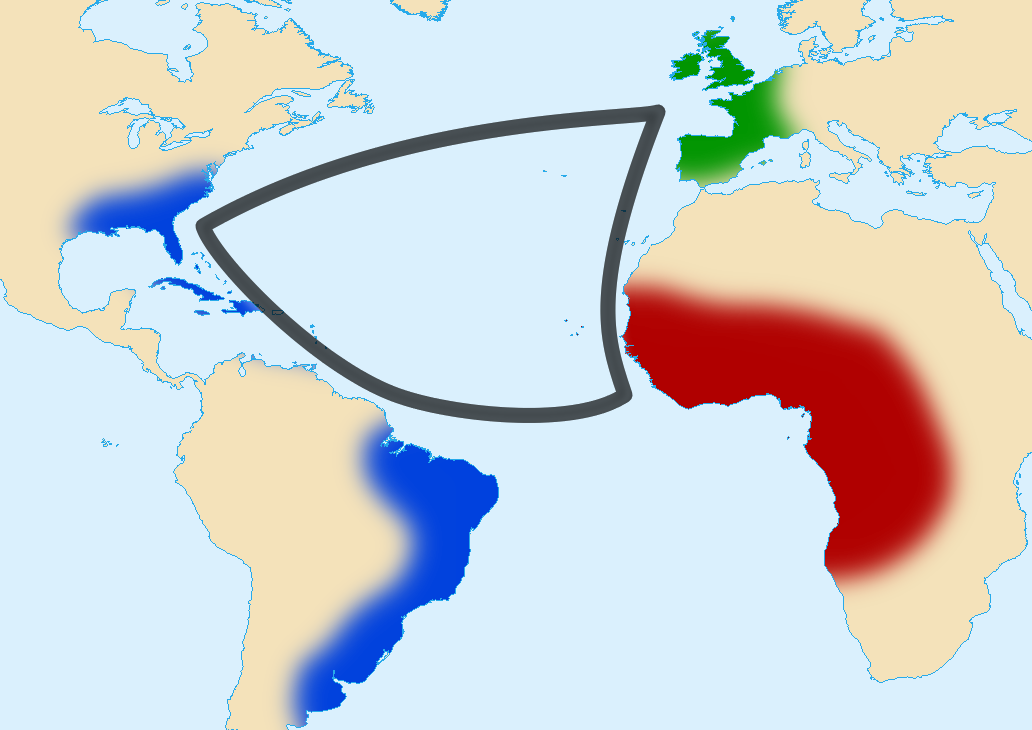
大西洋三角貿易

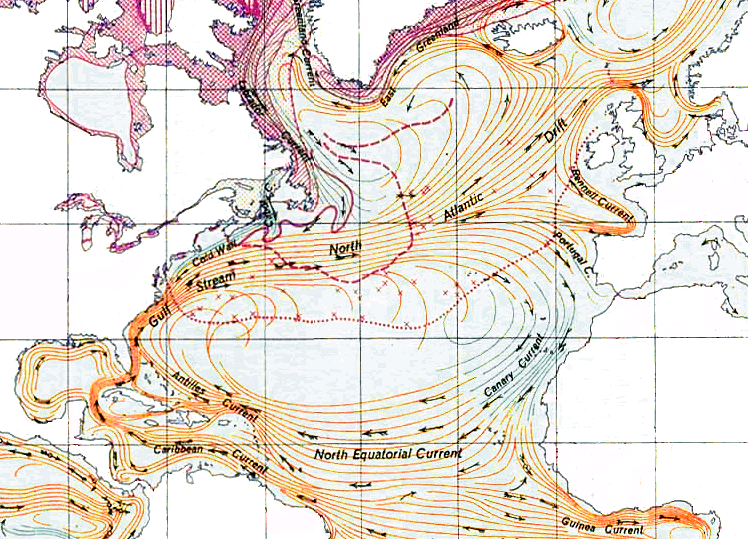
海流の北大西洋旋回 ほか

三角形の頂点にあたる地域は、ヨーロッパ・西アフリカ・西インド諸島の3地域。辺にあたる貿易ルートはヨーロッパの船による一方通行となっており、また、特定の海流に乗っている。
- カナリア海流：ヨーロッパ → 西アフリカ（繊維製品・ラム酒・武器）
- 南赤道海流：西アフリカ → 西インド諸島など（奴隷『“黒い積み荷”』）
- メキシコ湾流・北大西洋海流：西インド諸島など → ヨーロッパ（砂糖・綿『“白い積み荷”』）

17世紀から18世紀にかけて、イギリスをはじめとするヨーロッパでは喫茶の風習が広まり、砂糖の需要が急激に高まった。それに伴い、砂糖を生産する西インド諸島およびブラジル北東部などでは労働力が必要となった。
こうした状況の下で、ヨーロッパから出航した船は、カナリア海流に乗って西アフリカへ繊維製品・ラム酒・武器を運んだ。輸出された武器は対立するグループ間へ供与され、捕虜（奴隷）の確保を促すこととなった。それらの品物と交換で得た奴隷を積み込み、南赤道海流に乗って西インド諸島やブラジル（ブラジル南東部へはブラジル海流）へと向かい、交換で砂糖を得て、メキシコ湾流と北大西洋海流に乗って本国へ戻った（奴隷貿易）。こうして、ヨーロッパ→西アフリカ→西インド諸島→ヨーロッパという一筆書きの航路が成立し、「三角貿易」と言われた。奴隷の一部はアメリカ合衆国南部へと輸出され、多くは綿花のプランテーションで働かされることとなった。綿花はイギリスの織物工場へ輸出され、産業革命の基盤になったとされている。貿易の平均的な利益率は10%-30%といわれている。

### 英国、北米、西インドの三角貿易
17世紀後半から18世紀後半にかけて、アメリカ独立戦争以前のイギリス本国、北米大陸の英領13植民地と、英領西インド諸島における貿易も三角貿易の一類型である。 これは、カリブ海沿岸地域の農場主・奴隷のための食糧として北米植民地から農産物や魚（特に塩たら）を西インド諸島へ、西インドからの砂糖や糖蜜はイギリス本国・北米へ、そして、イギリスからは工業製品が北米や西インドへという貿易パターンである。また、イギリス船に南ヨーロッパ向けのニューファンドランド沖産の塩たら、ボストン港からのとうもろこしを積み込むケースもあった。

## イギリス、インド、清国の三角貿易
茶・アヘン・綿織物力の三角貿易
三角形の頂点にあたる地域は、イギリス・インド・清の3つの国であり、主な商社はイギリス東インド会社であった。辺にあたる貿易ルートは実際には両方向通行であり、またインドの中継貿易の形をしているため、三角形の形になっていないが、手形の流通によって三角形となっている。主要な取引品目の流れについて記載。
- 清 → イギリス（茶）
- イギリス → インド（綿織物）
- インド → 清（銀、のちにアヘン）

当初、イギリスとインドの2国間貿易ではイギリスの貿易黒字、イギリスと清の2国間貿易ではイギリスの貿易赤字が続いていた。対インド黒字で対清赤字を穴埋め出来ず、国際通貨の地位にあった銀が対価としてイギリスから清に流出していた。ただし、この時期、既に為替手形による国際貿易が成立しており、手形交換所があるロンドンから直接清に銀が流出するのではなく、中継貿易地のインドから清へ銀が流出していた（インドの対清赤字）。
事態打開を図るため、インドで麻薬であるアヘンを製造し、清へ密輸する活動が活性化した。こうした政策が推進されたのは、「外国にお金が出て行くと損だ」という重商主義的な見方にイギリスが囚われていたためである。清では麻薬であるアヘン消費が拡大し、銀はインドの綿製品輸入を経由してイギリスへ渡った。この3カ国を跨ぐデイヴィッド・サスーンのような貿易商人も台頭した。
清はこの取引において大量の銀流出に見舞われ、アヘン密輸の取締り強化を図り、それが1840年のアヘン戦争への端緒となった。
また、この3カ国は労働市場において苦力貿易も行っていた。

## その他の三角貿易

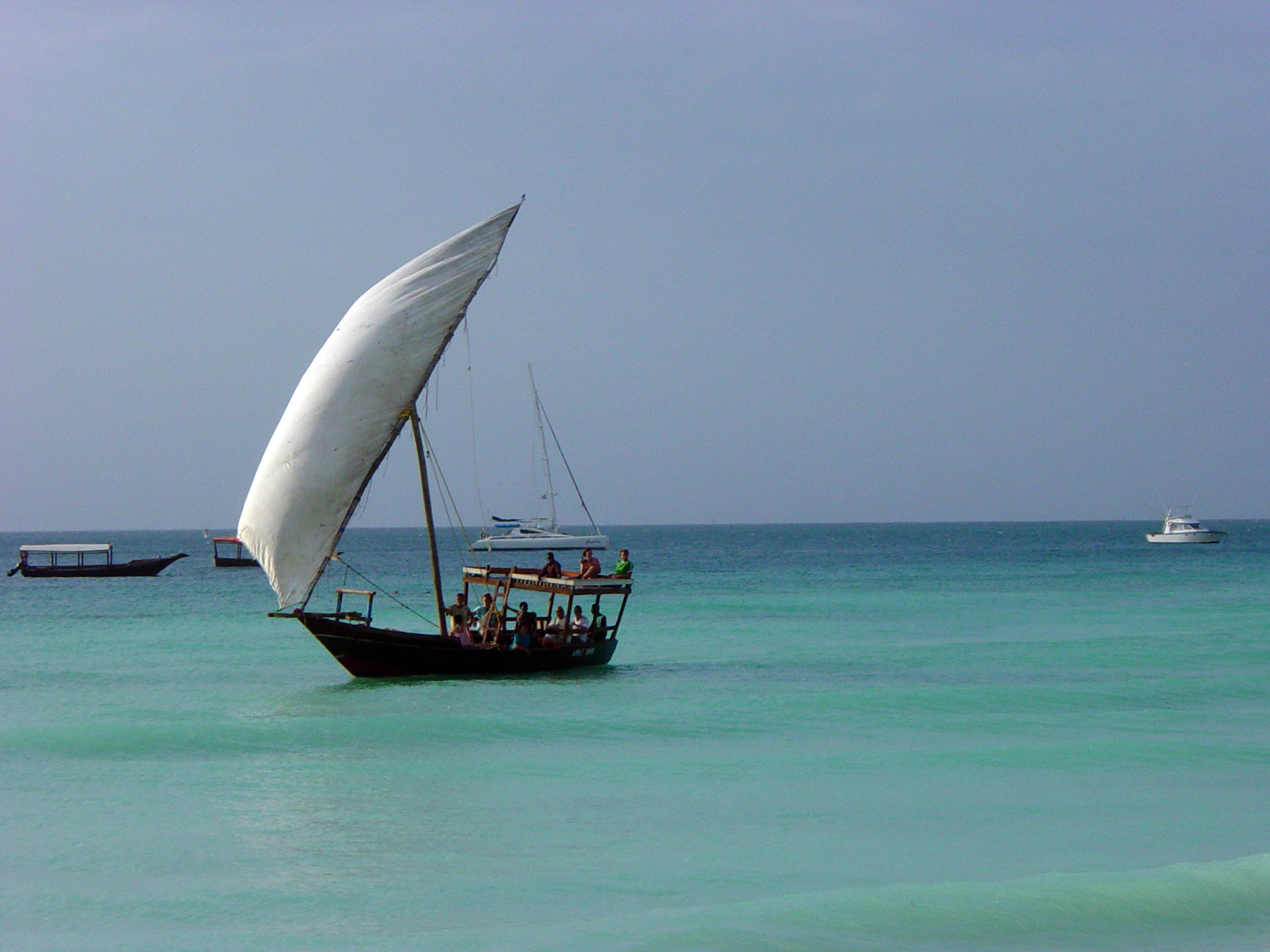
ダウ船（ダルエスサラーム付近）

インド洋三角貿易（二重三角貿易）はダウ船によるもので、アラビア人あるいはソマリアの人びとが結んだものである。
ダルエスサラーム（タンザニア）、カラチ（パキスタン）およびアデン（イエメン）に向けて出航し、バスラ（イラク）、ムンバイ（インド）およびモンバサ（ケニア）に帰航する形態の交易であり、中世にまでさかのぼる。これら6港は交易関係者のなかでは有名であり、1960年代まではこの貿易が繁栄していた。
インド洋北西部は、季節風およびモンスーン海流（季節風海流）と呼ばれる季節によって向きが替わる海流があり、これらにのることで容易に船舶が往復することが出来るという特徴的な海域である。そのため、これら季節風および海流の影響が及ぶインド亜大陸北西岸～アラビア半島南東岸～東アフリカを繋ぐ大きな往復航路に、様々な小さな航路が接続される形で交易路が成立した。なお、これより南の海域では、北赤道海流や赤道反流などによる東西に循環する海流があり、これらに乗って東南アジア島嶼部のモンゴロイド（マレー系）がマダガスカルに定住した（→マダガスカルの歴史）と言われるものの、交易路としては成立しなかった。